# باد ليبنشتاين
باد ليبن‌اشتاين (بالألمانية: Bad Liebenstein) هي بلدة ألمانية تقع في ألمانيا في تورينغن.  يقدر عدد سكانها بـ 8,102 نسمة .

## توأمة
لباد ليبنشتاين اتفاقيات توأمة مع:
- ملزونغن